# La Mina del Sabato Sera
La Mina del Sabato Sera, pubblicato nel 1997, è una raccolta (solo CD) della cantante italiana Mina. Questo album non fa parte della discografia ufficiale di Mina, elencata nel sito web ufficiale dell'artista.

## Il disco
L'etichetta Suoni Rari, in collaborazione con la Mercury e la RAI, pubblica con tiratura limitata a 1 000 copie, alcune fra le esibizioni più importanti di Mina in televisione dal vivo.
Mina, ad appena 21 anni nel 1961, dopo solo tre anni dal debutto, partecipa alla prima edizione di Studio Uno insieme a mostri sacri del varietà internazionale come Marcel Aumont, le Gemelle Kessler, Walter Chiari, Marc Ronay, Don Lurio e il Quartetto Cetra.
Con Studio Uno del 1965 Mina diventa la protagonista indiscussa del varietà televisivo, la sua popolarità raggiungerà livelli ineguagliati con le trasmissioni successive: Sabato sera, Canzonissima, Teatro 10 e Milleluci.

## Tracce
1. Quando dico che ti amo - 2:37 - Tratta da: (Signori... Mina! vol. 4)
2. Sette uomini d'oro (Tema dal film) - 3:14 - Tratta da: (Signori... Mina! vol. 4)
3. Michelle (Michelle) - 3:18 - Tratta da: (Signori... Mina! vol. 1)
4. Corcovado (con Franco Cerri) - 3:20 - Tratta da: (Signori... Mina! vol. 2)
5. La musica è finita - 2:20 - Tratta da: (Signori... Mina! vol. 1)
6. Bang bang - 2:30 - Tratta da: (Signori... Mina! vol. 1)
7. Gente (People) - 3:44 - Tratta da: (Signori... Mina! vol. 1)
8. A chi - 2:43 - Tratta da: (Signori... Mina! vol. 1)
9. Dicitencelle vuje - 2:50 - Tratta da: (Signori... Mina! vol. 2)
10. St. Louis blues - 3:18 - Tratta da: (Signori... Mina! vol. 2)
11. Questo settecento (Valzer minuto) - 2:50 - (inedito su album) (Fryderyk Chopin) Edizioni SIAE
12. Hymne à l'amour - 3:00 - Tratta da: (Signori... Mina! vol. 3)